# Цигломень

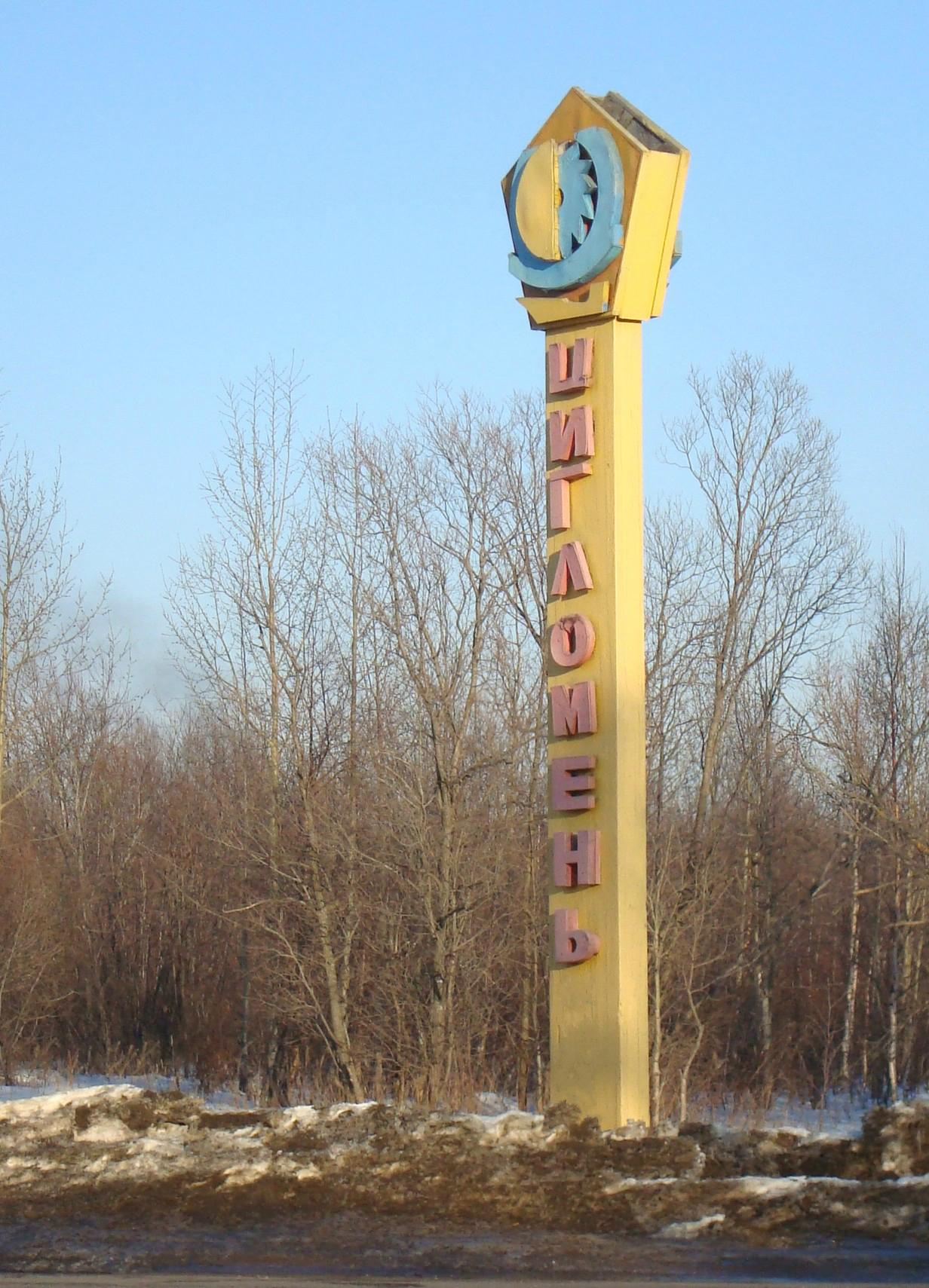
Цигломенская стела у участка «Северодвинск—Архангельск» трассы «Холмогоры»

Ци́гломень (фин. siula ‘крыло невода’, карел. šikla, šigla, šigлa, sikla, ливв. siglu, sigлu, šiglu ‘голова невода; передняя часть невода’, люд. sigл ‘крыло невода) — микрорайон в Цигломенском округе города Архангельска.

## География
Цигломень расположена по левому берегу реки Северная Двина, в устье реки Цигломинка (Исакогорка, Тойнокурье). Мост через Цигломинку связывает посёлок с Комбинатовской улицей, которую местные жители по привычке зовут деревня Цигломень. Мимо микрорайона проходит федеральная трасса М8.

## История
Ранее Цигломень входила в состав Архангельского района Северного края и Архангельской области, затем — в состав Цигломенского, Пролетарского и Исакогорского районов Архангельска.
Е. Н. Поселянин в своей книге «Богоматерь. Описание Её земной жизни и чудотворных икон» упоминает Двинскую икону Богоматери, находившуюся в Цигломени:

Находится она в деревне Цыгломин в Архангельской епархии и, по преданию, прежде принадлежала папе римскому св. Клименту. Древнее сказание сообщает, что в 1419 году в Архангельский край проникли норманны, разорили Двинскую страну и захватили деревню Цыгломин. Она, как и всё, что попадалось на пути их губительного шествия, была разорена огнём и мечом. Дикие полчища не пощадили и Цыгломинскую святыню — чудотворную икону Богоматери. Она также попала в пламень, но набожные жители этого селения извлекли из огня свою драгоценную святыню. На иконе остались следы варварской дикости: дерзкая рука одного из норманнов нанесла иконе удар мечом, след от которого заметен и доныне.

В 1900 году, на земле, арендуемой архангельским купцом Александром Ефимовичем Корельским у крестьян деревни Цигломянской, был построен паровой лесопильный завод. 17 октября 1959 года лесопильно-деревообрабатывающий комбинат № 5 был переименован в Цигломенский ЛДК, ныне являющегося филиалом «Лесозавода № 25».
10 февраля 1931 года вышло постановление ВЦИК подчинить Архангельскому горсовету Цигломенский сельсовет и Цигломенский рабочий посёлок упразднённого Архангельского района Северного края.
С 1992 года Цигломень входит в состав Цигломенского округа Архангельска.
Численность населения микрорайона — менее 10 тыс. человек.

## Этимология
В старинных грамотах Цигломень называлась Циглоним. Впоследствии Цигло (Чигло) претерпело изменения в звучании и значении.
Некоторые исследователи считают, что название произошло от древнефинского Чиглониеми, что означало «крыло невода». Другие считают, что такая интерпретация Цигломени сомнительна. Весь мыс (нос) от Цигломени до Глинника и дальше к морю имеет форму крыла. Первоначально весь мыс и назывался Цигломенью. Позднее это название перешло на поселение. В вепском языке живут слова сунг — «крыло» и нем — «мыс». Поселение называли Сунгламень, затем Цугломень и Цигломень, что в переводе на русский язык означает Крыло-нос или Крылово.

## Инфраструктура микрорайона
В Цигломени есть:
1. Школа № 73
2. Школа № 69
3. Детский сад № 123 «АБВГДЕйка»
4. Детский дом
5. Санаторная школа-интернат № 2
6. Филиал ЗАО «Лесозавод 25» (ранее Цигломенский лесопильно-деревообрабатывающий комбинат)
7. Подразделение Первой Городской клинической больницы им. Е. Е. Волосевич (ранее —Городская больница № 12) (взрослая и детская поликлиники, отделение сестринского ухода)
8. Почтовое отделение № 44
9. Филиал Сбербанка
10. Аптека
11. Исакогорско-Цигломенский культурный центр (до 2019 года — Культурный центр «Цигломень»)
12. Филиал Централизованной библиотечной системы
13. Филиал Детской школы искусств № 48 (ранее — Детская школа искусств № 53)
14. Типография (в здании КБО)

## Известные уроженцы
- Анатолий Иванович Вешняков — Герой Социалистического Труда